# East Gloucestershire Railway
Die East Gloucestershire Railway war eine britische Eisenbahngesellschaft in Gloucestershire in England.
Die Gesellschaft wurde am 7. Juli 1862 gegründet. Mit Unterstützung der Great Western Railway war geplant, eine 80 Kilometer lange Strecke von Witney über Faringdon und Andoversford nach Cheltenham zu bauen. Die GWR stieg jedoch bald nach der Gründung aus. Die begonnenen Arbeiten an der Strecke bei Andoversford wurden eingestellt und  nur ein 23 Kilometer langer Abschnitt bis Fairford erbaut. Am 15. Januar 1873 eröffnete die Strecke. Eine vorgesehene Verlängerung bis Cirencester wurde ebenfalls nicht verwirklicht. Mit einer Umsatzbeteiligung von 50 % übernahm die GWR den Betrieb. In Witney bestand ein Übergang zur ebenfalls von der GWR betriebenen Bahnstrecke nach Yarnton der Witney Railway.
Am 1. September 1890 wurde die Gesellschaft von der Great Western Railway übernommen. Auf der Strecke wurden 1906 Testfahrten für das Automatic-Train-Control-System durchgeführt. Der Personenverkehr wurde am 16. Juni 1962 eingestellt. Die endgültige Stilllegung der Strecke erfolgte am 31. Oktober 1970.